# Bernard Comby
Pour les articles homonymes, voir Comby.
Bernard Comby, né le 20 février 1939 à Saxon (originaire de Vollèges), est une personnalité politique suisse du canton du Valais, membre du Parti radical-démocratique (PRD). Il est conseiller d'État de 1971 à 1992 et conseiller national de 1991 à 1999.

## Biographie
Bernard Comby naît le 20 février 1939 à Saxon. Il est originaire de Vollèges, une autre commune située en Valais. Son père est agriculteur. Il étudie l'économie aux universités de Fribourg, Francfort et Londres et obtient un doctorat dans ce domaine en 1965 à Fribourg,.
En 1965 et 1966, il travaille à l'Office cantonal de planification à Sion. Il vit ensuite pendant quatre ans en Colombie, où il est notamment professeur à l'Université nationale de Colombie à Bogota. En 1971 et 1972, il travaille pour le Fonds national suisse de la recherche scientifique et pour la Coopération technique suisse. De 1972 à son élection au Conseil d'État en 1979, il est directeur d'un bureau d'études dans le domaine de l'économie et des sciences sociales à Sion. Parallèlement, il est chargé de cours à l'Université de Fribourg.
Durant les années 1990, il est vice-président des comités de candidatures de Sion pour les Jeux olympiques d'hiver de 2002 et de 2006, qui sont finalement attribués par Salt Lake City et Turin,. En 2000, il est président du comité d'organisation des championnats du monde de ski sport handicap à Anzère et Crans-Montana.

## Parcours politique
Membre du Parti radical-démocratique, Bernard Comby siège au Conseil communal de Saxon et au Grand Conseil du canton du Valais de 1973 à 1979. Le 3 décembre 1978, il est élu au Conseil d'État, succédant à son collègue de parti Arthur Bender en cours de législature. Il dirige d'abord le Département de justice et police et de la santé publique, puis le Département de l'instruction publique et des affaires sociales à partir de 1981. À la suite de son élection au Conseil national, il donne sa démission en cours de législature pour la fin du mois de février 1992.
En 1971, il se présente une première fois au Conseil national, mais n'est pas élu. En 1991, il est élu au Conseil national et il y reste deux législatures, jusqu'en 1999.
En 1993, il préside le comité fédéral soutenant le rattachement du district de Laufon au canton de Bâle-Campagne. En 1999, il préside le comité qui s'oppose en vain à la suppression de la disposition de la Constitution qui limite le nombre de conseillers fédéraux à un par canton. La même année, il est candidat au Conseil des États, mais n'est pas élu, cet échec marquant le terme de sa carrière politique,.